# Sandra Fruean
Sandra Fruean Herrera (sinh ngày 23 tháng 8 năm 1968), là một quan chức bóng đá và là cựu cầu thủ bóng đá đến từ Samoa thuộc Mỹ. Kể từ tháng 9 năm 2016, bà đã là thành viên của Hội đồng FIFA. Bà cũng là Phó chủ tịch hiện tại của Liên đoàn bóng đá Samoa thuộc Mỹ.

## Sự nghiệp thi đấu
Fruean là cựu cầu thủ đội tuyển quốc gia Samoa thuộc Mỹ. Bà đại diện cho Samoa Mỹ trong vòng loại OFC năm 1998 cho FIFA World Cup. Hai đứa con của bà cũng là cựu tuyển thủ quốc gia Samoa của Mỹ, con gái Sandra Ivette Fruean-Sopoaga, và con trai, Ismael D'Angelo Herrera. Fruean đã tham dự World Cup FIFA dành cho nữ tại Đức và là thành viên của World Cup FIFA U-17 dành cho nữ từ năm 2012.